# 파도 (2002년 드라마)
[파도]라는 동명 드라마가 적어도 세차례 있었다.  1970년대 말 KBS 드라마로 당시 신인급이었던 이효춘을 주인공으로 한 적이 처음이요,
1999년인가 MBC에서 동명이지만 전혀 다른 영화로 이영애가 주인공이고, 이효춘이 조연역으로 출연했으며
그리고 2002년에 KBS가 동명의 드라마가 특집극으로 방영되었다.